# Gilliam (Missouri)
Gilliam – miasto w Stanach Zjednoczonych, w stanie Missouri, w hrabstwie Saline.